# 东南蛇根草
东南蛇根草（学名：Ophiorrhiza mitchelloides），又稱玉蘭草，是茜草科蛇根草属的植物。分布在台湾以及中国大陆的广西、广东、江西、海南、福建等地，生长于海拔1,630米的地区，常生长在阔叶林下和林缘。

## 异名
- Hayataella mitchelloides Masamune
- Ophiorrhiza exigua (H. Li) Lo